# Stammzelltherapie beim Pferd
Die Stammzelltherapie des Pferdes ist eine Behandlungsmethode für bestimmte Lahmheiten beim Pferd durch Injektion von Stammzellen. 

## Grundlagen
Bei Knorpelschäden ist es wünschenswert, die Knorpelstruktur zu regenerieren. Dazu gibt es verschiedene Möglichkeiten, darunter chirurgische Verfahren, wie die Induktion von Mikrofrakturen, subchondrale Knochenbohrungen, Lavage und Debridement, perichondrale Arthroplastik, periostale Arthroplastik, autologe osteochondrale Transplantation und autogene Spongiosa-Transplantate. Auch der Einsatz von Zellen zur Knorpelregeneration wird untersucht, wobei meist Chondrozyten zum Einsatz kommen. Es werden aber auch mesenchymale Stammzellen aus Pferdeblut verwendet, die leicht gewonnen werden können. 2006 machten Stammzelltherapien circa 15 Prozent der zellulären Therapien aus. Die meisten präklinischen oder klinischen Studien mit mesenchymalen Stammzellen bei Pferden konnten keine umfassende und nachhaltige Knorpelregeneration belegen. Sie zeigten jedoch eine Linderung der Symptome und eine schnellere Rückkehr zur Einsatzbereitschaft bei Rennpferden. Diese Behandlungserfolge waren bei manchen Studien in der Anfangsphase der Behandlung ausgeprägter, nahmen in späteren Behandlungsverlauf aber ab. Es gibt zudem Bedenken im Zusammenhang mit dem Fehlen einer typischen hyalinen Geweberegeneration sowie einer fehlenden Integration der regenerierten Gewebematrix in den nativen Knorpel oder den subchondralen Knochen des Wirts.

## Gewinnung
Für die allogene Stammzelltherapie werden Stammzellen entweder aus dem Blut von Spenderpferden gewonnen oder aus Nabelschnurblut von neugeborenen Fohlen. Im Labor werden diese Stammzellen anschließend vermehrt und aufbereitet. Für die autologe Stammzelltransplantation Stammzelltransplantation werden die Stammzellen dagegen aus dem Knochenmark des zu behandelnden Pferdes selbst gewonnen.
Die Chondrogenese von mesenchymalen Stammzellen hängt ab von den verwendeten Zellquellen, den Kulturtechniken, der Anzahl der Zellkulturdurchgänge, der Anzahl der erforderlichen Implantationen und der Zugabe von Wachstumsfaktoren und extrazellulären Gerüsten, die scaffolds genannt werden.

## Indikation und Durchführung
Die Stammzelltherapie wird bei Pferden bei Arthrose und Sehnenschäden an Beugesehnen sowie bei der Fesselträgerentzündung eingesetzt. Ob ein Pferd von einer Stammzelltherapie profitieren kann, entscheidet der behandelnde Tierarzt nach einer Lahmheitsuntersuchung und Diagnose.
Das Stammzellen enthaltende Medikament wird von einem Tierarzt direkt ins Gelenk oder in die Sehne verabreicht.